# Corinna napaea
Corinna napaea là một loài nhện trong họ Corinnidae.
Loài này thuộc chi Corinna. Corinna napaea được Eugène Simon miêu tả năm 1897.